# Ceroxys urticae
Ceroxys urticae es una especie de mosca del género Ceroxys, familia Ulidiidae. Se encuentra mayoritariamente en Europa.

## Galería

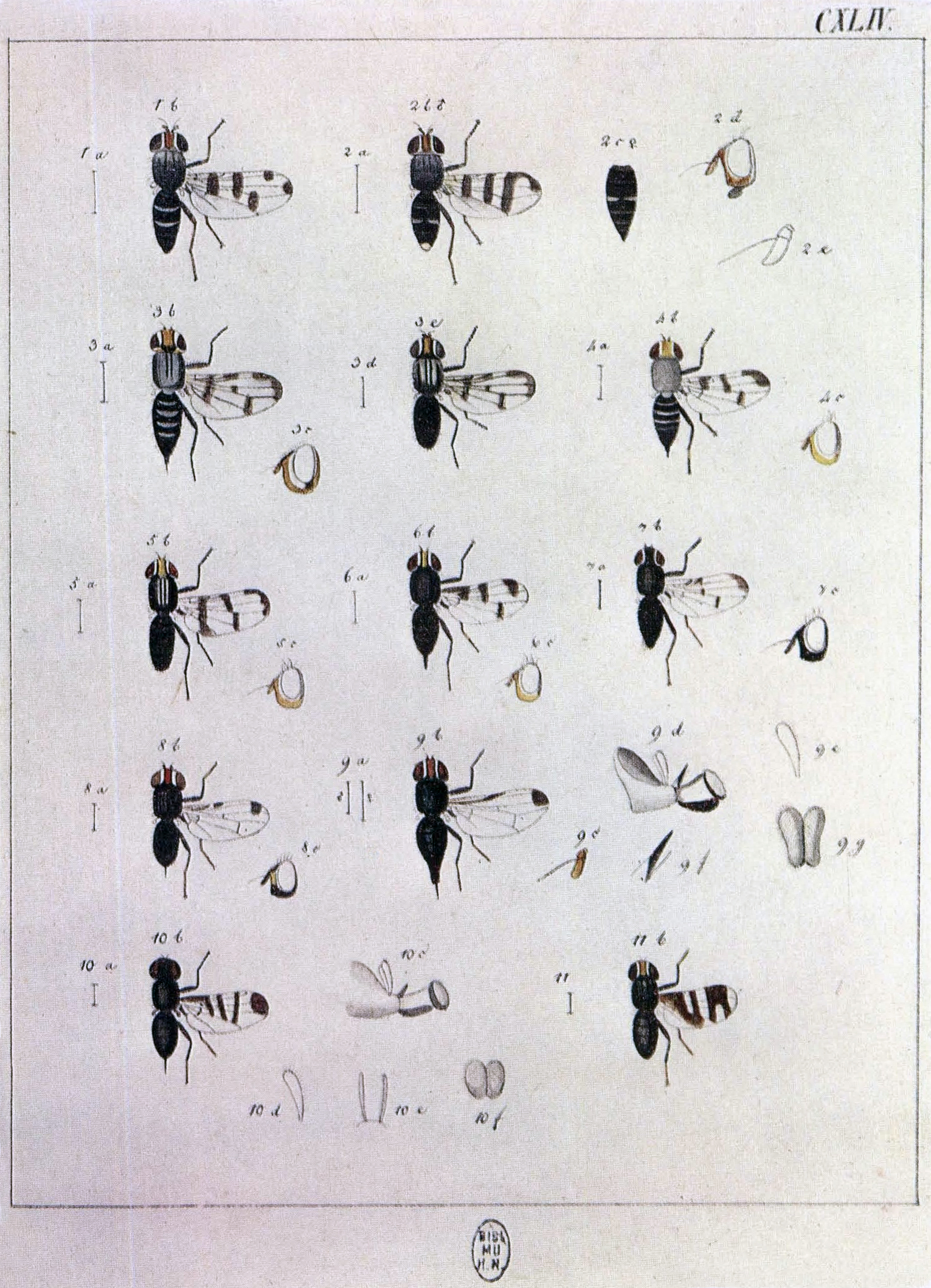
Ceroxys urticae